# Edward Turner Bennett
Edward Turner Bennett (ur. 6 stycznia 1797 w Hackney, zm. 21 sierpnia 1836 w Londynie) – angielski zoolog i pisarz. Starszy brat botanika Johna Josepha Bennetta.
Bennett praktykował w Hackney jako chirurg, ale główną jego pasją była zoologia. W 1822 roku podjął próbę ustanowienia Towarzystwa Entomologicznego, które później stało się zaczynem Towarzystwa Zoologicznego związanego z Linnean Society. To z kolei stało się punktem wyjścia Zoological Society of London, którego Bennett był sekretarzem od 1833 do 1836. 
Na cześć Bennetta epitet gatunkowy otrzymały między innymi: Campethera bennettii z rzędu dzięciołowców, drapieżny Cynogale bennettii (Mampalon) i gryzoń Abrocoma bennettii.

## Publikacje
- Edward Turner Bennett: The Tower menagerie : comprising the natural history of the animals contained in that establishment ; with anecdotes of their characters and history / illustrated by portraits. Robert Jennings (W.F. Wakeman) Londyn, 1829. Brak numerów stron w książce
- Edward Turner Bennett: NLA Digital CollectionSome account of Macropus Parryi : a hitherto undescribed species of kangaroo from New South Wales. London : Zoological Society, 1834. Brak numerów stron w książce
- Edward Turner Bennett: The gardens and menagerie of the Zoological Society delineated. Cheapside, London : Thomas Tegg, 1830. Brak numerów stron w książce